# Drew Doughty
Drew Doughty (* 8. prosince 1989, London, Ontario, Kanada) je kanadský hokejový obránce hrající v týmu Los Angeles Kings v severoamerické (NHL). Doughty pomohl kanadskému národnímu týmu k vítězství na Zimních olympijských hrách 2010 ve Vancouveru a Zimních olympijských hrách 2014 v Soči.

## Individuální úspěchy
- 2006 – CHL All-Rookie Team. (Guelph Storm)
- 2007 a 2008 – 1. All-Star Team OHL. (Guelph Storm)
- 2008 – All-Star Tým na MSJ. (Kanada 20')
- 2008 – Nejlepší obránce na MSJ. (Kanada 20')
- 2008 – 1. All-Star Team CHL. (Guelph Storm)
- 2008 – Max Kaminsky Trophy. (Guelph Storm)
- 2009 – NHL All-Rookie Team. (Los Angeles Kings)
- 2010 – 2. NHL All-Star Team. (Los Angeles Kings)
- 2012 – Nejproduktivnější obránce playoff NHL. (Los Angeles Kings)
- 2014 – All-Star tým turnaje na ZOH. (Kanada)

## Týmové úspěchy
- 2008 – Zlato na Mistrovství světa juniorů. (Kanada)
- 2009 – Stříbro na Mistrovství světa. (Kanada)
- 2010 a 2014 – Zlato na Zimních olympijských hrách. (Kanada)
- 2012 – Vítěz ve Stanley Cupu. (Los Angeles Kings)
- 2014 – Vítěz ve Stanley Cupu. (Los Angeles Kings)

## Prvenství
- Debut v NHL – 11. října 2008 (San Jose Sharks proti Los Angeles Kings)
- První gól v NHL – 20. října 2008 (Los Angeles Kings proti Colorado Avalanche, slovenskému brankáři Peteru Budajovi)
- První asistence v NHL – 6. listopadu 2008 (Los Angeles Kings proti Florida Panthers)

## Klubová statistika
| Sezóna      | Klub               | Soutěž      |       | Základní část | Základní část | Základní část | Základní část | Základní část |    | Play off | Play off | Play off | Play off | Play off |
| Sezóna      | Klub               | Soutěž      | Z     | G             | A             | B             | TM            | Z             | G  | A        | B        | TM       |          |          |
| 2004–05     | London Jr. Knights | AHMPL       | 55    | 19            | 30            | 49            | 31            | —             | —  | —        | —        | —        |          |          |
| 2005–06     | Guelph Storm       | OHL         | 65    | 5             | 28            | 33            | 40            | 14            | 0  | 13       | 13       | 18       |          |          |
| 2006–07     | Guelph Storm       | OHL         | 67    | 21            | 53            | 74            | 76            | 4             | 2  | 3        | 5        | 8        |          |          |
| 2007–08     | Guelph Storm       | OHL         | 58    | 13            | 37            | 50            | 68            | 10            | 3  | 6        | 9        | 14       |          |          |
| 2008–09     | Los Angeles Kings  | NHL         | 81    | 6             | 21            | 27            | 56            | —             | —  | —        | —        | —        |          |          |
| 2009–10     | Los Angeles Kings  | NHL         | 82    | 16            | 43            | 59            | 54            | 6             | 3  | 4        | 7        | 4        |          |          |
| 2010–11     | Los Angeles Kings  | NHL         | 76    | 11            | 29            | 40            | 68            | 6             | 2  | 2        | 4        | 8        |          |          |
| 2011–12     | Los Angeles Kings  | NHL         | 77    | 10            | 26            | 36            | 69            | 20            | 4  | 12       | 16       | 14       |          |          |
| 2012–13     | Los Angeles Kings  | NHL         | 48    | 6             | 16            | 22            | 36            | 18            | 2  | 3        | 5        | 8        |          |          |
| 2013–14     | Los Angeles Kings  | NHL         | 78    | 10            | 27            | 37            | 64            | 26            | 5  | 13       | 18       | 30       |          |          |
| 2014–15     | Los Angeles Kings  | NHL         | 7     | 39            | 46            | 56            | —             | —             | —  | —        | —        |          |          |          |
| 2015–16     | Los Angeles Kings  | NHL         | 82    | 14            | 37            | 51            | 52            | 5             | 0  | 1        | 1        | 2        |          |          |
| 2016–17     | Los Angeles Kings  | NHL         | 82    | 12            | 32            | 44            | 46            | —             | —  | —        | —        | —        |          |          |
| 2017–18     | Los Angeles Kings  | NHL         | 82    | 10            | 50            | 60            | 54            | 3             | 0  | 0        | 0        | 0        |          |          |
| 2018–19     | Los Angeles Kings  | NHL         | 82    | 8             | 37            | 45            | 44            | —             | —  | —        | —        | —        |          |          |
| 2019–20     | Los Angeles Kings  | NHL         | 67    | 7             | 28            | 35            | 36            | —             | —  | —        | —        | —        |          |          |
| 2020–21     | Los Angeles Kings  | NHL         | 56    | 8             | 26            | 34            | 26            | —             | —  | —        | —        | —        |          |          |
| 2021–22     | Los Angeles Kings  | NHL         | 39    | 7             | 24            | 31            | 30            | —             | —  | —        | —        | —        |          |          |
| 2022–23     | Los Angeles Kings  | NHL         | 81    | 9             | 43            | 52            | 34            | 6             | 0  | 3        | 3        | 4        |          |          |
| 2023–24     | Los Angeles Kings  | NHL         | 82    | 15            | 35            | 50            | 44            | 5             | 2  | 1        | 3        | 14       |          |          |
| 2024–25     | Los Angeles Kings  | NHL         | 30    | 4             | 13            | 17            | 20            | 6             | 1  | 3        | 4        | 6        |          |          |
| NHL celkově | NHL celkově        | NHL celkově | 1,207 | 160           | 526           | 686           | 789           | 101           | 19 | 42       | 61       | 90       |          |          |

## Reprezentace
| Rok                    | Tým                    | Soutěž                 | Z  | G | A  | B  | TM |
| ---------------------- | ---------------------- | ---------------------- | -- | - | -- | -- | -- |
| 2007                   | Kanada 18              | MS 18'                 | 6  | 2 | 3  | 5  | 8  |
| 2007                   | Kanada 20              | SS                     | 8  | 0 | 2  | 2  | 4  |
| 2008                   | Kanada 20              | MSJ                    | 7  | 0 | 4  | 4  | 0  |
| 2009                   | Kanada                 | MS                     | 9  | 1 | 6  | 7  | 4  |
| 2010                   | Kanada                 | ZOH                    | 7  | 0 | 2  | 2  | 2  |
| 2014                   | Kanada                 | ZOH                    | 6  | 4 | 2  | 6  | 0  |
| 2016                   | Kanada                 | SP                     | 6  | 0 | 2  | 2  | 2  |
| Juniorská reprezentace | Juniorská reprezentace | Juniorská reprezentace | 21 | 2 | 9  | 11 | 12 |
| Seniorská reprezentace | Seniorská reprezentace | Seniorská reprezentace | 28 | 5 | 12 | 17 | 8  |